# Noriko's Dinner Table
Noriko's Dinner Table (紀子の食卓, Noriko no Shokutaku) es una película japonesa, secuela del film Suicide Club.
Actualmente en Japón se la considera una película de culto.

## Sinopsis
Precuela de la película, que a estas alturas ya es de culto, “Suicide Club”. También dirigida por Sion Sono y en donde nos muestra más detalles sobre el círculo, pero con un tratamiento totalmente distinto. Acá está presente el miedo, pero presentado dentro de los personajes.
La historia comienza con Noriko, una chica común y corriente que sufre por los típicos sentimientos adolescentes. Luego de lograr que ampliaran el tiempo para los computadores en su escuela tiene un nuevo hobbie: haikyo.com. Este sitio es un foro donde chicos de 16 y 17 años pueden conversar acerca de la vida y la escuela. Esa página se convierte en su refugio, ya que no se siente cómoda en su hogar. Hasta que un día simplemente se va de casa rumbo a Tokio, lugar donde vive una amiga cibernética que conoció en dicho sitio, e indirectamente incita a su hermana menor, Yuka, a seguir sus pasos. El padre de ambas intentará recuperarlas pero descubrirá que tendrá que hacer más que solo encontrarlas, algo que no se esperaba...
Sin embargo la película no se queda solo en Noriko y a través de 5 capítulos contados en primera persona, se nos va adentrando a los más profundos sentimientos de todos los protagonistas. Al mismo tiempo, se van conociendo más detalles del club, el que en realidad es mucho más complejo de lo que se pudo ver en “Suicide Club”.

## Premios y menciones honoríficas
- Karlovy Vary Film festival
- Don Quijote Award
- New Montreal Film Festival
- Filmfest Hamburg
- International Festival of Film Societies
- Puchon International
- International Film Festival of Kerala
- Haifa International Film Festival
- Pune International Film Festival
- Singapure International Film Festival
- Philadelphia Film Festival
- Hong Kong International Film Festival
- Buenos Aires FICI

- Datos: Q1057774